# Mielin

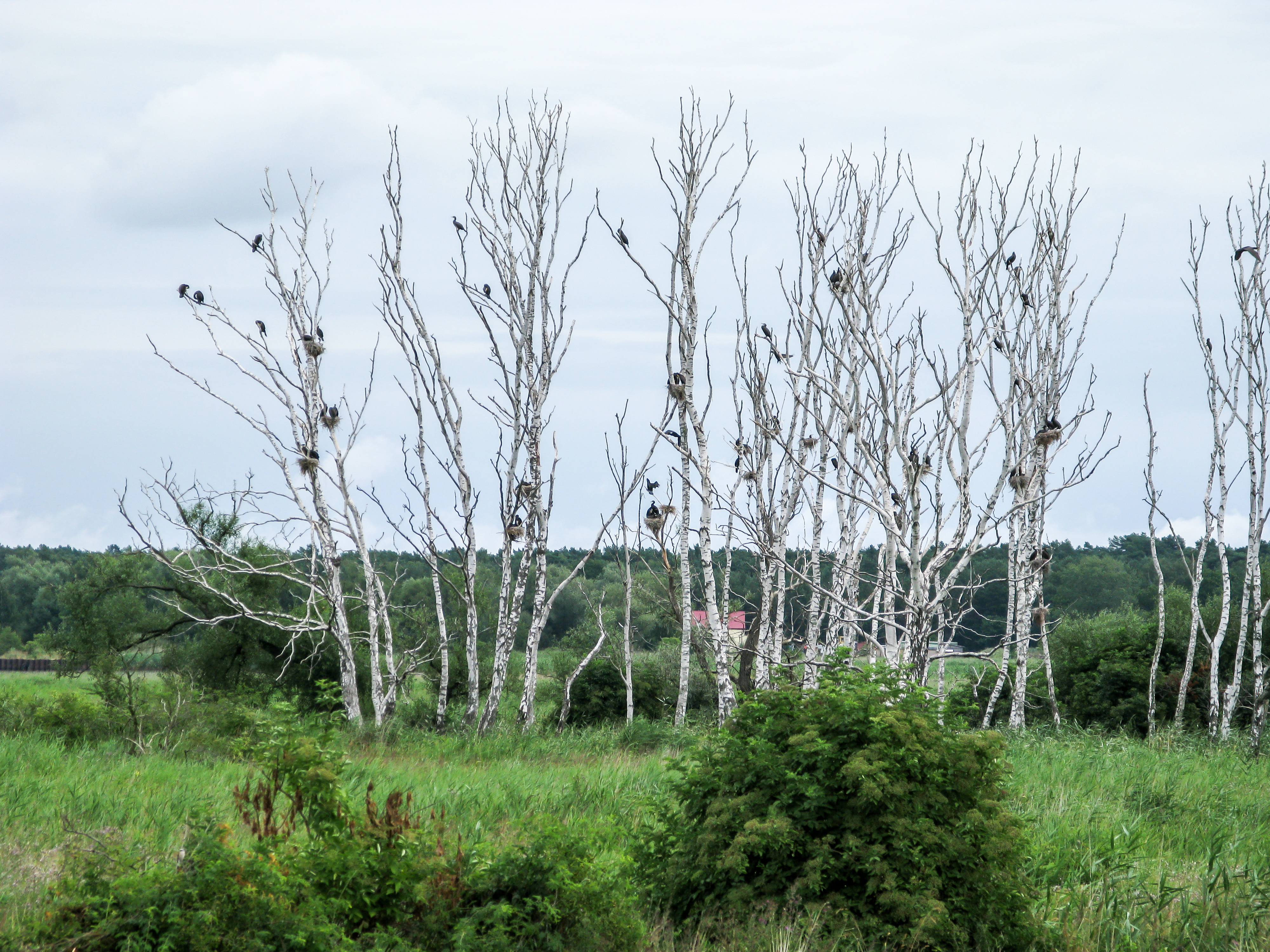
Ptasie gniazda na Mielinie (2010)

Mielin – półwysep wyspy Uznam, w północno-zachodniej Polsce, w Świnoujściu, o długości ok. 2,5 km i maksymalnej szerokości ok. 0,6 km.

## Charakterystyka
Po wschodnim brzegu półwyspu przebiega granica portu morskiego Świnoujście. Cały półwysep objęty jest obszarem ochrony siedlisk „Wolin i Uznam”.
Do 1911 Mielin stanowił wyspę, którą oddzielało od Uznamu koryto Mulnik. W wyniku przekopania Kanału Mielińskiego i Kanału Piastowskiego podzielono wyspę na 3 części. Jej wschodnie pozostałości utworzyły półwysep Chełmek. Południowo-wschodnia część dawnej wyspy utworzyła półwysep Mielinek (wyspy Karsibór).
Do 1945 stosowano niemiecką nazwę Der große Mellin. W 1949 ustalono urzędowo polską nazwę Mielin.